# Norges historia

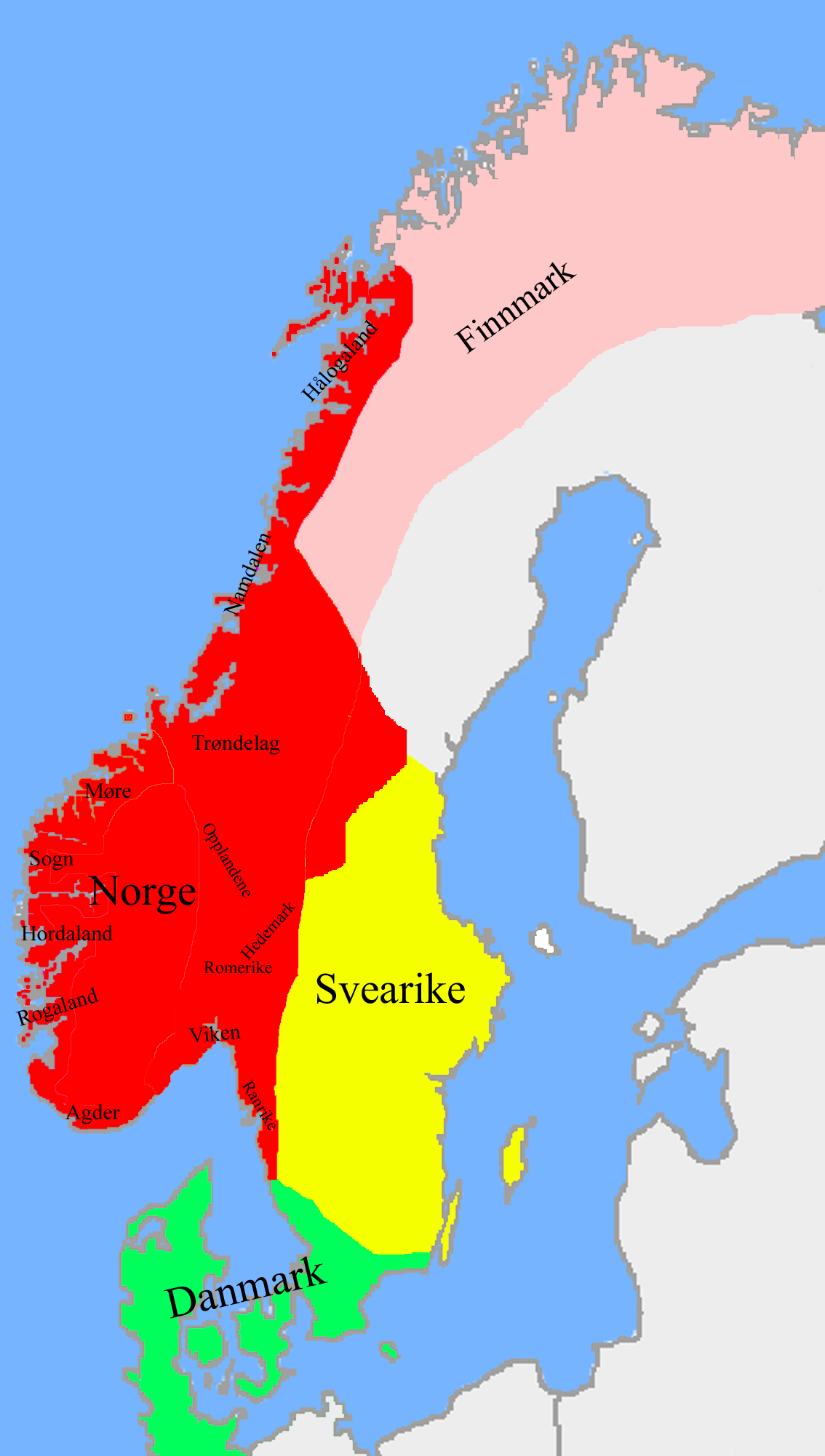
Norge på 1020-talet, efter enandet under Olav den helige. Jämtland var emellertid självstyrande till 1178 då det blev norskt, och Hälsingland hade ett löst förhållande till Sverige fram till 1300-talet.

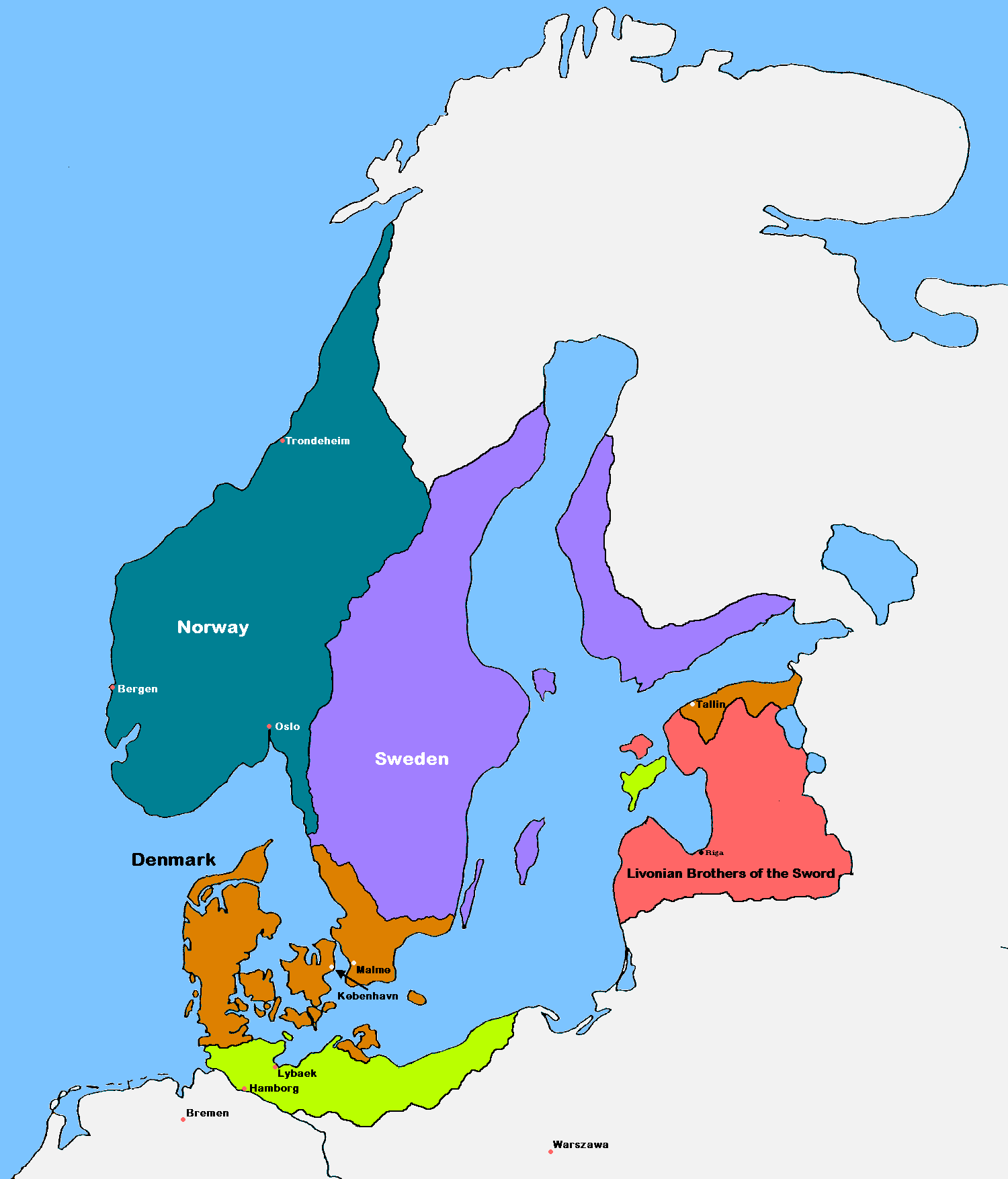
Norge och övriga Skandinavien 1219

Den här artikeln behandlar Norges historia.
Det som i dag är Norge har varit befolkat sedan inlandsisen smälte för omkring 11 000 år sedan. Norge som enad, suverän stat uppstod kring år 1035. Från 1388 till 1814 var Norge i politisk union med Danmark och sedan en stat i personalunion med Sverige till 1905, för att därefter återfå sin oavhängighet.

## Förhistoria
De äldsta spåren av människor i Norge tillhör Fosnakulturen och är en boplats i Vestfold som heter Pauler 1. Fosnakulturen är döpt efter Fosna i Nordmøre. Pauler har daterats till ungefär 9 800 före Kristus. Andra äldre boplatser är Galta i Ryfylke som har tolkats som Ahrensburgboplats. Invandringen till Norge skedde från söder utmed norska västkusten och nådde Finnmark på bara några århundraden. I Finnmark beskrevs på 1930-talet den så kallade Komsakulturen, som idag är ett av vetenskapen övergivet begrepp. Vissa forskare trodde på 1930-talet att människor hade kunnat leva vid Atlantkusten hela istiden men det tror man inte idag. På senare år har det visat sig att  en invandring till Nordnorge skedde från Ryssland via finska Lappland till Finnmark. 
Efter Fosnakulturen kommer den senmesolitiska Nöstvedkulturen som framförallt har hittats i södra delen av Norge. men också upp till Troms.Hällristningarna  i Alta visar på naturmiljön, djurlivet, jakt och ceremonier. Samhället de tillkom i var fortsatt en jägar-samlarkultur.

## Jordbruksbaserade samhällen
Jordbruksintroduktionen skedde i söder med trattbägarkulturen som troligen bars av nya invandrande grupper. Vid Holtenes i Hurum och Skjeltorp i Skjeberg finnes så kallade storstensgravar.. Gravarna kallas megalitiska efter det latinske uttrycket för stor sten. De är av typen dösar.  Megalitgravar är sällsynta i Norge. De markerar etableringen av trattbägarkulturen (3950–2750 f.Kr.) vid Oslofjorden. Tydligast avspeglar jordbrukets introduktion sig i fynd av tunnackiga yxor, se sid 64 i Steinar Solheims uppsats: En historie om møter og motsetninger Introduksjonen av jordbruk til Øst-Norge
Från bronsåldern (1500 - 500 före Kristus) finns också hällristningar , jordbruksristningar. Under bronsåldern har gravskicket gått från jordbegravningar i olika former till att den döde brändes askan placerats i en gravgömma, ofta en urna.  
Arkeologiska fynd från den romerska järnåldern (år 0 - år 400) visar att det har skett utbyte av produkter direkt eller indirekt med det romerska imperiet. 
Under folkvandringstiden (400 - 600) har nya folk kommit till Norge och ruiner av fornborgar har tolkats som att denna period har präglats av krig och oroligheter.

## Protohistorisk tid
På engelska wikipedia finns artikeln Petty kingdoms of Norway  där man redogör för teorier om 31 småkungadömen i Norge. Källmaterialet för detta är den norska kungasagorna. Källorna är nedskrivna långt efter de händelser de skildrar och även om de delvis bygger på skaldekväden som kan ha traderats muntligt är de spekulativa och inte tillförlitliga historiska källor. En del av dessa småkungadömen existerade troligen, och de förenades i större områden senare.
På 800-talet blev Harald Hårfager ledare över stora delar av Norge. Harald Hårfager lade också under sig Shetlandsöarna och Orkneyöarna.
Kristendomen kom till Norge genom handel och vikingatåg under 700- till 900-talet.  Från 900-talet och framåt finns tecken på att förkristna gravbruk upphör i kustområdena, och kristna kyrkogårdar börjar uppstå.
År 870 bosatte sig de första norrmännen  på Island.  Erik Röde lämnade Norge ungefär år 980 och grundade en bosättning på Grönlands västkust.

## Högmedeltid
Handel och vikingatåg till England, Frankrike Irland förde med sig kristendomen till Norge. Den engelska kyrkan sände missionärer till Vestlandet, medan Viken och Oslofjorden tog emot tyska klerker. Under 900-talet resulterade det i att de så kallade missionskungarna – Håkon Adalsteinsfostre (935–961), Olav Tryggvason (995–1000) och Olav Haraldsson (1015–1028) – försökte kristna landet.
Olav Haraldsson lyckades ta kontroll över hela södra Norge, och genom hans beslut vid tinget på ön Moster 1024 blev Norge ett kristet land. Annan religion förbjöds, kristet dop och begravning påbjöds och kyrkans organisation med präster och kyrkobyggnader började fastställas.
Olav Haraldsson dog i strid vid Stiklastad. Kort därefter uppstod en helgonkult kring den döde kungen, som fick tillnamnet Olav den helige. Den samtida tyska historikern Adam av Bremen berättar att hans reliker i Olavskyrkan i Nidaros blev ett vallfärdsmål för hela Norra Europa. Så småningom blev han också Norges skyddshelgon.
Olavskultens Nidaros, tillbedjan av Sankt Halvard i Oslo och Selje kloster där Sunniva den heliga verkat blev naturliga platser för de tre första norska stiften, som inrättades av kung Olav Kyrre mellan 1068 och 1080. Olav Kyrre började också bygga domkyrkorna (kristkirkene) i Nidaros och Bergen, 
Under 1200-talet styrde de norska kungarna över ett område från Isle of Man till Kolahalvön, det så kallade Norgesväldet. Norge kan anses ha stått på höjden av sin makt när Grönland 1261 och Island 1262 erkände den norske kungen som härskare. De ständiga striderna hade dock gjort det svårt att hävda överhögheten över Isle of Man och Hebriderna och 1266 avstod Magnus Lagaböter dessa mot att den skotske kungen erkände norsk överhöghet över Shetlandsöarna och Orkneyöarna.
Ett orosmoment var de ständiga tronstriderna mellan kungasönerna som utnyttjades av stormän och kyrkan för att försöka styra landet. Varje kungason, äkta eller oäkta, ansågs ha arvsrätt till kronan, vilket ledde till många maktstrider. Genom Sættargjerden, ett konkordat mellan kung Magnus Lagaböter och ärkebiskop Jon Raude, som slöts år 1277 i Tønsberg, reglerades kyrkans ställning i Norge. Kungen skulle inte längre styra tillsättningen av biskopar, medan kyrkan fick domvärjo i kyrkorättsliga och familjerättsliga frågor och lovade att inte påverka kungavalet. Sættargjerden revs visserligen upp redan tre år senare, när Magnus Lagaböter dog och en förmyndarregering tog över makten för hans son Erik Magnussons räkning, men Magnus Lagaböter hade nu lagt grunden för en ny tronföljdslag och maktstriderna minskade.
För Norge innebar digerdöden en katastrof. Av en befolkning på uppskattningsvis 350 000 människor dog ungefär hälften. Av de 300 adliga familjerna överlevde endast 60. Den jordbrukskris som följde digerdöden försvagade centralmakten.

## Kalmarunionen
Kung Håkon Magnusson dog utan arvingar 1319. Hans dotter var gift med en svensk prins och deras son Magnus Eriksson blev kung över både Norge och Sverige. Det norska riksrådet var dock missnöjd med kungen och 1355 blev istället kungens son Håkan Magnusson norsk kung. Denne gifte sig med den 10-åriga Margareta, dotter till den danske kungen Valdemar Atterdag. Kung Håkan och Margaretas son Olav Håkonsson blev 1376 kung av Danmark och 1380 kung av Norge. Denne dog dock 1387 vid ungefär 17 års ålder. Margareta agerade snabbt och blev utnämnd till regent i Norge och Danmark. De politiska oroligheterna i Sverige ledde till att hon även blev svensk regent den 22 mars 1388. Därigenom hade Norge, Sverige och Danmark förenats till en personalunion som fullbordades genom Kalmarunionen.
Även om unionsregenterna genom kungaförsäkran lovade att styra med hänsyn till riksråden i de tre länderna var det inte så det blev. För Norge betydde unionen att landet kom alltmer under danskt inflytande, främst genom att adelssläkterna fördanskades och avsaknaden av en urban borgarklass som kunde bilda en opposition mot detta. Kristian I förpantade de norska biländerna Orkneyöarna och Shetlandsöarna 1468 till kungen av Skottland och panten återlöstes aldrig. 1536 förklarade kung Kristian III att Norge var förenat i union med Danmark och det norska riksrådet avskaffades.
Se även Svensk-norska unioner

## Union med Danmark
Reformationen inleddes i Norge år 1536, och samma år formaliseras Norge som en dansk provins.
1508 avskaffades Hansans handelsmonopol i Norge vilket blev inledningen till framväxten av en norsk borgarklass. Under 1500- och 1600-talet startades skeppsvarv. Den främsta exportvaran var fisk men en annan viktig exportprodukt blev sågat timmer. Uppmuntrad av Kristian IV startades också gruvhantering för att ta hand om fyndigheter av silver, koppar och järnmalm. Denne visade ett särskilt intresse för Norge och efter den stora branden i Oslo 1624 döptes staden om till Kristiania.
Under den svenska stormaktstiden förlorade Norge tre av sina landskap. Vid freden i Brömsebro 1645 förlorades Härjedalen (Herjedalen) och Jämtland (Jemtland) med socknarna Idre (Idre) och Särna (Serna), vid freden i Roskilde 1658 förlorades även Bohuslän (Båhuslen) med staden Uddevalla (Oddevold). Även Trondheims län förlorades, men återgick till Norge efter två år.
Den kännbara förlusten i kriget ledde till att det danska adelsväldet upphörde och Fredrik III kunde med hjälp av borgarståndet bli enväldig kung den 18 oktober 1660. Enväldet innebar en ämbetsmannastat som i viss mån öppnade för en viss ståndscirkulation.
Den goda ekonomiska utvecklingen innebar en stor befolkningstillväxt och 1665 hade Norge cirka 450 000 invånare, att jämföra med Danmarks 550 000 invånare.  Detta innebar att kungen tog större hänsyn till Norges intressen. Med ämbetsmannastaten hade norrmän samma chans som danskar till poster på lägre nivå, men de allra högsta nivåerna var nästan enbart besatta av danskar.
Den ekonomiska utvecklingen berodde bland annat på nyodlingen av tidigare obrukad mark. Från slutet av 1600-talet växte också den norska handelsflottan. I mitten av 1700-talet fanns nästan 600 fartyg i denna, 1807 fanns 1 514 fartyg.
Under det stora nordiska kriget i början av 1700-talet försökte Karl XII inta Norge 1716 och 1718. Norge fick sin egen sjöhjälte, Peder Tordenskjold, genom en rad fräcka överfall. I juli 1716 lyckades Tordenskjold erövra 21 svenska transportfartyg på väg till den svenska belägringsarmén i Østfold, vilket tvingade Karl XII att utrymma Norge. Strax efter att Karl XII dödades vid Fredrikshald lyckades Tordenskjold erövra Marstrand och förstöra de svenska fartygen vid Nya Älvsborg.
Under andra hälften av 1700-talet återupptäcktes Snorre Sturlassons verk och den norska medeltidshistorien. Det kom också krav på ökad ekonomisk självständighet för Norge, till exempel genom en norsk affärsbank och ett norskt universitet.

## I union med Sverige
Under Napoleonkrigen hade Danmark-Norge försökt föra en neutral linje men när Storbritannien krävde att den danska flottan skulle utlämnas vägrade kronprins Fredrik ända tills den brittiska flottan började bombardera Köpenhamn. Kronprinsen allierade sig då med Frankrike 1807. Den brittiska kontinentalblockaden blev förödande för exportindustrin i både Danmark och Norge. I Norge utbröt svält när matvaror inte längre kunde importeras från Danmark. Till slut lyckades Ryssland, Storbritannien och Sverige besegra Frankrike. Den 14 januari 1814 undertecknades freden i Kiel där Danmark tvingades avstå Norge till konungen av Sverige.

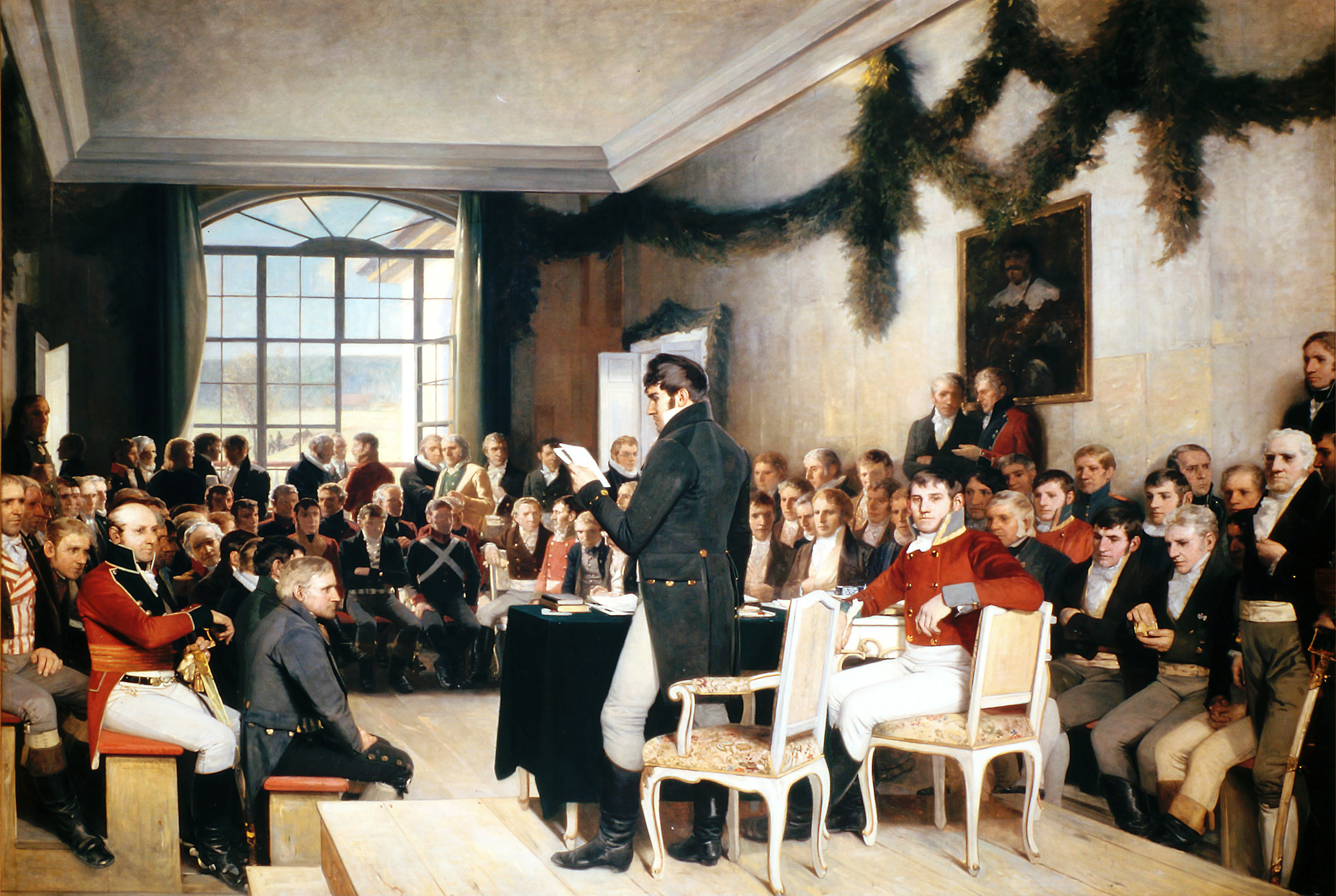
Eidsvollsförsamlingen 1814.

På våren 1813 hade den danske kronprinsen Kristian Fredrik utnämnts till ståthållare av Norge. När nyheten om att unionen med Danmark var upplöst vägrade kronprinsen att återvända till Danmark och tog ledningen för en självständighetsrörelse. En konstituerande församling möttes i Eidsvoll den 10 april 1814. Denna skrev en författning som antogs den 17 maj 1814, och samma dag valdes Kristian Fredrik till Norges kung. Enligt konstitutionen utnämnde kungen en regering medan en begränsad rösträtt innebar att väljarna valde ett parlament, Stortinget, som hade den lagstiftande makten. Kungen gavs ett uppehållande veto vid lagstiftning.
Den svenska armén och kronprins Karl Johan befann sig på kontinenten och slogs mot Napoleon och den svenska regeringen gjorde ingenting för att ta kontroll över Norge. Kristian Fredrik försökte få brittiskt stöd för ett självständigt Norge samtidigt som han lät mobilisera den norska armén den 9 juni 1814. Den 28 juli utbröt krig när svenska armén anföll Norge. Efter några veckors krig, blev ett fredsavtal mellan Sverige och Norge undertecknad i Moss den 14 augusti 1814. Norge gick in i en personalunion med Sverige genom konventionen i Moss. Anmärkningsvärt var att Norge inte längre skulle vara en erövring tillhörande den svenska kungen, utan vara en jämbördig part i en personalunion. Norge behöll sin nya grundlag med de förändringar som unionen krävde, och nationalförsamlingen Stortinget valde den svenske kungen Karl XIII till kung även i Norge den 4 november (under namnet Karl XIII)
Genom Riksakten bestämdes att de två rikena skulle ha en kung och vara allierade i krig men annars vara oavhängiga. I praktiken fick Norge en svagare ställning, bland annat genom att Norge saknade ett eget utrikesdepartement. Unionskungen uppehöll sig vanligtvis i Stockholm och norska ministrar fick då uppehålla sig där. Efter att ha blivit unionskung 1818 försökte Karl XIV Johan ständigt att ändra på den norska grundlagen ända fram till sin död 1844 men Stortinget förkastade alla hans förslag. Kungen ville bland annat ha makt att avsätta statliga tjänstemän och ha ett absolut veto istället för ett uppehållande veto.
När gränsen till Ryssland avtalats 1826 blev Sör-Varanger erkänt som norskt.
Stortinget dominerades från början av städernas borgarklass men under 1830-talet blev bönderna den dominerande gruppen. Från 1837 infördes också valda församlingar på kommunal nivå.
Det norska jordbruket förändrades under 1800-talet. Efter att korntullen försvann började billigt korn att importeras från Ryssland och USA. Istället satsade bönderna på kött- och mejeriproduktion. Över hela landet grundades lantbruksskolor. Den första järnvägslinjen mellan Oslo och Eidsvoll öppnades 1854. Byggandet av järnvägar gjorde det möjligt att producera livsmedel som såldes långt bort. Skogsindustrin kompletterades med pappersfabriker och vid kusterna öppnades fiskkonservsfabriker. Den norska handelsflottan växte kraftigt och var vid första världskrigets utbrott den tredje största i världen.
Den ekonomiska tillväxten höll dock inte takt med befolkningstillväxten och 1825 utvandrade de första norrmännen till USA. Från 1866 till 1915 utvandrade cirka 750 000 norrmän. Dessa slog sig ned i Mellanvästern, särskilt Wisconsin, Minnesota och Dakotaterritoriet senare North Dakota och South Dakota.
Kungen hade haft rätt att utnämna en ståthållare i Norge. Den siste ståthållaren avgick 1856 och Stortinget avskaffade ämbetet 1859 genom att ändra grundlagen. Efter protester mot detta i Sverige vägrade kung Karl XV att signera beslutet. Hela affären gjorde ett stort intryck på juristen och stortingsmedlemmen Johan Sverdrup. Sverdrup lyckades ena liberaler och bönder och bildade ett parti under 1880-talet, Venstre. Venstre krävde utökad rösträtt och att Norges autonomi respekterades. Partiet var motståndare till den dåvarande unionsvänliga regeringen, lett av den konservative Frederik Stang, som var liberal i ekonomiska frågor men konservativ i författningsfrågor. Regeringens anhängare bildade också ett parti, Høyre.

Norges flagga 1844-1899 med unionsmärket

Stortinget behandlade flera författningsfrågor från 1870-talet och fram till unionsupplösningen. 1871 presenterades ett förslag till en ny Riksakt som skulle stärka unionen genom att införa en unionsregering, gemensamma militära styrkor och att båda rikena skulle ha en gemensam utrikesminister. Förslaget mötte ett stort motstånd i Stortinget och förkastades.
Venstres förslag om att låta regeringsmedlemmar delta i Stortingets förhandlingar röstades igenom vid tre tillfällen men varje gång vägrade kungen, efter rekommendation från regeringen, att skriva under lagen. Sverdrup såg då en utväg, att få regeringens medlemmar ställda inför riksrätt för att ha handlat mot författningen. Efter valet 1882 hade Venstre 83 Stortingsledamöter och Høyre 31 ledamöter, en mer än tillräcklig majoritet. 1884 dömde Stortingets ena kammare, Odelstinget, de flesta av regeringens medlemmar till böter och förlust av ämbetet.
Detta hade infört parlamentarism bakvägen i Stortinget och i juni 1884 bad kungen Sverdrup att bilda regering. Sverdrups regering utökade rösträtten, reformerade domstolsväsendet, försvaret och folkskolan.
Det främsta stridsämnet blev dock unionsfrågan. Regeringen under Venstres statsminister Johannes Steen beslutade att införa ett norskt konsulatväsen men kung Oscar II vägrade skriva under lagen 1892. En svensk-norsk kommitté tillsattes för att lösa frågan men denna kunde inte enas. I mars 1905 bildades en koalitionsregering av Venstre, Høyre och Samlingspartiet under Christian Michelsen. Stortinget röstade igenom en ny lag om konsulatsväsende men den 27 maj vägrade Oscar II att skriva under den. Regeringen svarade med att lämna in sin avskedsansökan men kungen vägrade att ta emot den med motiveringen att det inte fanns något alternativ.
Den 7 juni förklarade Stortinget att då kungen enligt grundlagen endast kunde styra Norge genom sin regering var unionen upplöst eftersom kungen inte hade någon regering att utöva detta styre med. Eftersom Oscar II därmed inte längre var norsk kung följde då att unionen var upplöst. Stortinget gav i uppdrag åt regeringen att överta styret av landet med kungens grundlagsmässiga rättigheter. Stortinget lämnade också ett önskemål till kung Oscar II att låta en prins av huset Bernadotte att bli kung i Norge.
Vid en folkomröstning i Norge i augusti 1905 om en upplösning av unionen röstade 368 208 män för och 184 män emot (kvinnlig rösträtt infördes först 1913).
Efter att Oscar II avvisat tanken att låta en svensk prins bli norsk kung gick budet till den danske prinsen Carl, sonson till Kristian IX och svärson till Edvard VII av Storbritannien. Efter en folkomröstning om monarkin där 260 000 män röstade för och 70 000 män röstade emot besteg prins Carl tronen som Håkon VII den 18 november 1905.

## Självständighet

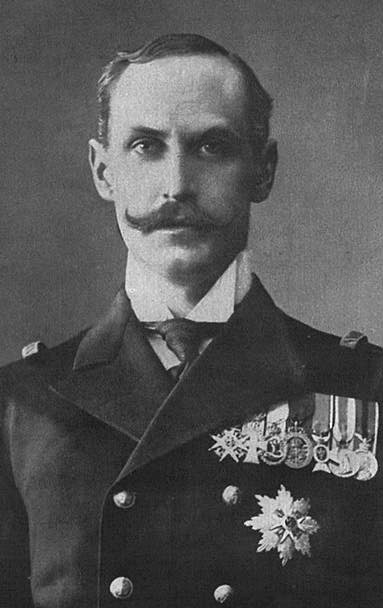
Håkon VII (1872-1957), kung av Norge 1905-1957

Redan från 1870-talet hade Stortinget beslutat om arbetarskyddslagstiftning och den nya självständiga staten gick in för olika former av sociallagstiftning – lagar om sjukförsäkring, en lag om arbetsmarknadskonflikter, en lag om arbetstid och en arbetsdomstol infördes.
Under första världskriget var Norge neutralt och kunde under krigets första år idka handel både med Tyskland och Storbritannien. Den norska sjöfarten och varvsindustrin gjorde goda affärer. Hösten 1916 tvingades Norge upphöra med export av fisk och svavelkis till Tyskland. Det oinskränkta ubåtskriget från 1917 förorsakade matbrist även i Norge. Kriget krävde även norska offer. Sammanlagt omkom 2 000 norska sjömän till följd av fartygsförlisningar, minsprängningar och torpederingar. På grund av krigshändelserna var dock importen begränsad och priserna steg kraftigt. Opinionen var probrittisk och den norska handelsflottan fraktade varor till Storbritannien i utbyte mot kol. Efter kriget gjorde Norge anspråk på Svalbard, Jan Mayen, Bouvetøya och Peter I:s øy. 1939 gjorde Norge också anspråk på en del av Antarktis, Drottning Maud land.
De första åren på 1920-talet präglades av en ekonomisk lågkonjunktur. Efter några goda år i slutet av 1920-talet inträffade en ny värre lågkonjunktur 1931-1934. 1935 kunde Arbeiderpartiet bilda regering och gick in för omfattande socialpolitiska reformer. Högkonjunkturen efter 1934 gynnade hela näringslivet, inte minst rederinäringen.

## Andra världskriget
Vid utbrottet av andra världskriget förklarade sig Norge neutralt men trots detta lade brittiska flottan ut minor i Ofotfjorden den 8 april och förberedelser gjordes för att ockupera några punkter längs kusten. Tyskarna hade dock sedan hösten 1939 förberett Operation Weserübung och i början av april kom uppgifter från diplomater i Berlin om att en tysk aktion var på gång mot Skandinavien. Efter midnatt den 9 april 1940 anföll tyskarna hamnstäderna Oslo, Trondheim, Kristiansand, Narvik och Bergen. I norra Norge hade en brigad mobiliserats redan i januari men i södra delen av landet var knappast några förberedelser gjorda.
Klockan 01:30 på natten samlades regeringen till krismöte, och klockan 05:00 anlände den tyske ambassadören med ett ultimatum att acceptera en tysk ockupation av Norge. Under natten lyckades norska styrkor som bemannade kanonerna i fästningen Oscarsborg sänka kryssaren Blücher när denna gled in i Oslofjorden vid Drøbaksundet, och ungefär ett tusental tyska soldater dödades. Detta fördröjde ockupation av Oslo så mycket att kungafamiljen och regeringen kunde lämna Oslo klockan 07:00 och resa norrut till Hamar. Tiden medgav knappast någon mobilisering i södra Norge, men brigaden i norra Norge kunde med hjälp av brittiska, franska och polska styrkor återta Narvik. På grund av händelserna på västfronten blev man dock tvungen att ge upp, och kungen och regeringen lämnade Norge den 7 juni och bildade en exilregering i London.

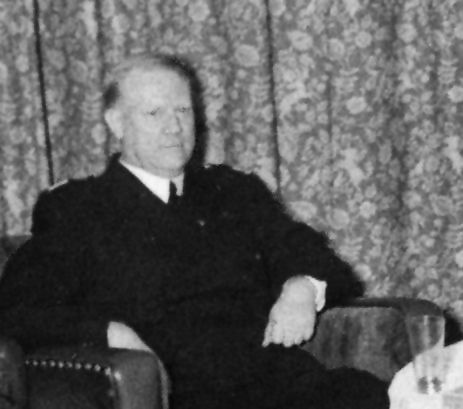
Vidkun Quisling

Vid det tyska anfallet förkunnade ledaren för Nasjonal samling, Vidkun Quisling att han tagit makten. Detta var dock alls inte vad tyskarna hade tänkt sig, och redan efter en vecka ersattes Quisling av ett administrationsråd lett av I.E. Christensen. Till tysk rikskommissarie i Norge utnämndes Josef Terboven. Den 1 februari 1942 utnämndes Vidkun Quisling till ministerpresident men gavs ingen reell makt.
Istället uppkom en väpnad motståndsrörelse, Milorg, som med hjälp av vapen som släpptes ned i fallskärm från brittiska flygplan kunde utföra vissa sabotageaktioner, till exempel sprängningen av en fabrik för tungt vatten i Rjukan i Telemark fylke (se tungvannsaksjonen). Under ockupationen fängslades mer än 35 000 personer och 1 400 personer dog i koncentrationsläger.
Vid Tysklands kapitulation den 7 maj 1945 fanns 372  000 tyska soldater i landet. Efter kriget anklagades 92 000 personer för att ha gett tyskarna bistånd. 25 000 personer fick böter, 20 000 dömdes till fängelsestraff och 25 personer avrättades.
Av de kvinnor som haft umgänge med Tyska soldater fängslades 14 000. 5 000 tvingades utan rättegång till tvångsarbete i ett och ett halvt år och utsattes för misshandel och våldtäkter. De cirka 10 000 barn som var resultatet av dessa förbindelser utsattes under hela sin uppväxt för övergrepp, ofta sexuella.

## Efterkrigstiden
Norge blev medlem i Förenta nationerna redan från dess grundande 1945 och den norske utrikesministern Trygve Lie blev FN:s första generalsekreterare. Lie hade under kriget gjort sig känd för sin kritik mot Norges traditionella neutralitet och arbetade för närmare band med Storbritannien och USA. Under åren närmast efter kriget stod Norge för en överbryggningspolitik mellan de allierade. Den sovjetiska politiken gentemot länderna i Östeuropa utgjorde dock ett grundskott mot denna överbryggningspolitik.
Efter att diskussionerna om ett nordiskt försvarsförbund hade misslyckats hösten 1948 gick Norge med i NATO 1949, med villkoret att utländska militärbaser inte tilläts under fredstid på norskt territorium.
Det nordiska samarbetet fick dock en organisatorisk inramning genom Nordiska rådet 1952. Därigenom införde de nordiska länderna passfrihet, en gemensam nordisk arbetsmarknad bildades 1954 och 1956 kom man överens om att nordiska medborgare har samma sociala rättigheter som varje lands egna medborgare.
1967 ansökte Norge om medlemskap i EEG men när norrmännen fick folkomrösta om detta 1972 vann nej-sidan trots att de flesta politiska partier, fackförbunden och näringslivet uppmanade norrmännen att rösta ja. Vid en ny folkomröstning den 28 november 1994 vann återigen nej-sidan, denna gång med 52,4 procent. Norge har dock skrivit under EES-avtalet.
Under den här perioden efter kriget kännetecknades ekonomin av högkonjunktur och regeringen satsade på välfärdsreformer. Arbeiderpartiet satt i regeringsställning fram till augusti 1963 när regeringen fälldes genom en misstroendeförklaring när de icke-socialistiska partierna fick stöd från Sosialistisk folkeparti. De borgerliga partierna kunde därefter bilda regering men denna fälldes redan i september 1963 när en misstroendeförklaring fick stöd i Stortinget från Arbeiderpartiet och Sosialistisk folkeparti. Vid Stortingsvalet 1965 vann dock de icke-socialistiska partierna en majoritet med 80 ledamöter av Stortingets 150. Därefter har regeringsmakten regelbundet bytts mellan de borgerliga partierna och Arbeiderpartiet och bland statsministrarna kan nämnas Tryggve Bratteli (Arbeiderpartiet), Kåre Willoch (Høyre), Gro Harlem Brundtland (Arbeiderpartiet), Kjell-Magne Bondevik (Kristelig folkeparti) samt Jens Stoltenberg (Arbeiderpartiet).
Under slutet av 1960-talet hittades stora oljereserver under Nordsjön. Det har länge rått enighet om att pengarna från oljeutvinningen ska komma statskassan till del och dessa pengar sparas i den så kallade oljefonden. Denna fond har vuxit år efter år och den norska staten har blivit en av världens största kreditgivare.